# Lijst van presidenten van Zanzibar

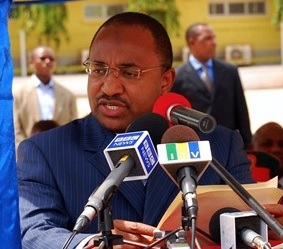
Huidig president Hussein Mwinyi

Hieronder volgt een lijst van presidenten van Zanzibar.

## Presidenten van Zanzibar (1964-heden)
| Nr. | President | President                     | Ambtstermijn     | Ambtstermijn    | Partij                                               |
| --- | --------- | ----------------------------- | ---------------- | --------------- | ---------------------------------------------------- |
| 1   |           | Abeid Karume (1905-1972)      | 12 januari 1964  | 7 april 1972    | Afro-Shirazi Partij                                  |
| 2   |           | Aboud Jumbe (1920-2016)       | 11 april 1972    | 30 januari 1984 | Afro-Shirazi Partij / Chama Cha Mapinduzi vanaf 1977 |
| 3   |           | Ali Hassan Mwinyi (1925-2024) | 30 januari 1984  | 24 oktober 1985 | Chama Cha Mapinduzi                                  |
| 4   |           | Idris Abdul Wakil (1925-2000) | 24 oktober 1985  | 25 oktober 1990 | Chama Cha Mapinduzi                                  |
| 5   |           | Salmin Amour (1942)           | 25 november 1990 | 8 november 2000 | Chama Cha Mapinduzi                                  |
| 6   |           | Amani Abeid Karume (1948)     | 8 november 2000  | 3 november 2010 | Chama Cha Mapinduzi                                  |
| 7   |           | Ali Mohamed Shein (1948)      | 3 november 2010  | 3 november 2020 | Chama Cha Mapinduzi                                  |
| 8   |           | Hussein Mwinyi (1966)         | 3 november 2020  | heden           | Chama Cha Mapinduzi                                  |